# Syrrhopodon aristifolius
Syrrhopodon aristifolius är en bladmossart som beskrevs av Mitten 1868. Syrrhopodon aristifolius ingår i släktet Syrrhopodon och familjen Calymperaceae. Inga underarter finns listade i Catalogue of Life.